# برکیوسور ۹۹۵۴
سیارک ۹۹۵۴ (به انگلیسی: 9954 Brachiosaurus، نامگذاری:1991GX7) نه هزار و نهصد و پنجاه و چهارمین سیارک کشف شده‌است که در ۸ آوریل ۱۹۹۱ کشف شد.
قدر مطلق سیارک برابر ۲۵.۷ است.